# Джевдет, Гасан
Гасан Джевдет (азерб. Həsən Cövdət; род. 1900, Ардебиль) — политический деятель, редактор, депутат Милли Меджлиса от Ардебиля в период существования Национального Правительства Азербайджана, председатель Ардебильского комитета Демократической Партии Азербайджана, главный редактор издававшейся в Ардебиле газеты «Джевдет».
Помимо журналистики, он занимался и политикой. Возглавлял Ардебильский комитет организации «Азадлыг Джебхеси» (рус. Фронт Свободы). Был членом Президиума Азербайджанского Народного Конгресса, заместителем председателя Милли Меджлиса Азербайджанского Национального Правительства и членом Президиума Милли Меджлиса. После падения Азербайджанского Национального Правительства редакция газеты «Джевдет», которую он редактировал, была сожжена, а он сам был арестован. О его дальнейшей судьбе нет информации.

## Биография
Гасан Джевдет родился в 1900 году в Ардебиле. Был редактором газеты «Джевдет», издававшейся в Ардебиле. Он возглавлял Ардебильский комитет организации «Азадлыг Джебхеси» (рус. Фронт Свободы) созданный в 1943 году. После основания в 1945 году Демократической партии Азербайджана стал членом её Центрального комитета. 23 сентября в Ардебиле был создан местный комитет партии. Гасан Джевдат, возглавлявший Ардебильский комитет партии, был выбран комитетом в качестве делегата для участия в первом учредительном съездеДемократической Партии Азербайджана. Выступая на съезде, состоявшемся в Тебризе 2 октября 1945 года, он сказал следующее:
Настал давно ожидаемый день, который положил конец политической и экономической бесправности азербайджанского народа. Мы давно желали вернуть естественные права тюркского языка, а также самостоятельно управлять собой и своими делами.
20 ноября 1945 года в здании театра Эрк в Тебризе началась деятельность Азербайджанского Народного Конгресса, и Гасан Джевдет был избран членом Президиума, состоящего из 17 человек. 21 ноября из представителей конгресса был сформирован Национальный комитет для обеспечения реализации решений до завершения выборов и формирования правительства. Гасан Джевдет был одним из 39 человек, избранных в Национальный комитет. С 27 ноября по 2 декабря 1945 года в истории Ирана впервые прошли свободные выборы с участием женщин. В результате выборов, состоявшихся в Ардебиле, Гасан Джевдет получил наибольшее количество голосов и был избран представителем от Ардебиля в Милли Меджлис Азербайджана. Первое заседание Милли Меджлиса Национального Правительства Азербайджана состоялось 12 декабря. Из избранных здесь представителей 26 человек не смогли присутствовать на первом заседании парламента, так как находились на фронте. Одним из них был Гасан Джевдет. На этом заседании Гасан Джевдет был избран заместителем председателя Милли Меджлиса Азербайджана и членом Президиума Милли Меджлиса Азербайджана.
5 декабря 1946 года шахские войска, наступавшие на Мияне, были остановлены федаинами под руководством Гулама Яхьи. Жители различных регионов Азербайджана обращались к Национальному правительству с просьбой о вооружении и борьбе против шахских войск. После этого под руководством Мир Джафар Пишевари был создан Комитет обороны. Первой задачей комитета стало объявление военного положения в Тебризе и создание добровольческих отрядов «Бабек». В первый этап в эти отряды вступило 600 человек. После этого Пишевари вновь обратился к Советскому Союзу за военной поддержкой. Однако этот запрос остался без ответа.
11 декабря 1946 года Азербайджанский провинциальный совет принял решение о том, чтобы предотвратить кровопролитие, и указал Кызылбашской Народной Армии и федаев не оказывать сопротивления войскам шаха и покинуть поле боя. С того дня, банды феодалов, а также жандармы в гражданской одежде начали совершать массовые убийства в крупных городах, еще до того, как туда вошла иранская армия. Тегеранское радио называло их «иранскими патриотами». Их основной целью было уничтожение демократов и обеспечение входа шахских войск в города. Тебриз и другие города Азербайджана подверглись грабежам и массовым убийствам. Азербайджанская Демократическая Республика пало. Тысячи людей были арестованы. В ходе массовых убийств были убиты члены АДФ, федаины, а также известные поэты Али Фитрат, Сади Юзбанди и Мухаммедбагир Никнам. 14 декабря 1946 года поддерживаемая США и Великобританией иранская армия вошла в Тебриз. После этого резня и грабежи продолжались. В резне, произошедшей в Ардебиле, редакция газеты «Джевдет», главным редактором которой был Гасан Джевдет, была сожжена, а он сам был арестован. О его дальнейшей судьбе информации нет.